# Портрет Изабеле д’Есте (Леонардо да Винчи)
Портрет Изабеле д’Есте (итал. Ritratto di Isabella d'Este; фр. Portrait d'Isabelle d'Este) је цртеж Леонарда да Винчија, настао у периоду између децембра 1499. и марта 1500. године. Претпоставља се да је цртеж заправо скица за портрет маркизе Изабеле д’Есте, једне од најобразованијих и најутицајнијих жена чинквечента. 
Цртеж рађен у техници креда у боји на пергаменту се налази у Графичком одељењу париског музеја Лувр и на себи има оштећења и наслаге. 
На цртежу је представљена млада жена, њен торзо и лик из профила. Иако само скица за портрет, на цртежу се види педантност рада и посвећеност детаљима. На скици познатој као Портрет Изабеле д'Есте, су евидентни имплементирани стилски, технички и уметнички процеси који су коришћени у каснијим Леонардовим делима, посебно видљивим на портрету Ђоконде. Наручилац портрета је била маркиза д'Есте, покровитељ многих ренесансних дела која је желела да је сликају највећи уметници њеног времена. Веровало се да Леонардо заправо никада није насликао коначни портрет и да је радио само на овој скици. Ова широко прихваћена теза оспорена је дебатама које су почеле 2010. године, када је објављена вест да је пронађено дело за које се верује да представља Изабелин портрет.